# جواهرات خانوادگی (۲۰۰۳)
آیردیبه (به انگلیسی: Eierdiebe) که در ایالات متحده تحت عنوان جواهرات خانوادگی شناخته می‌شود، یک فیلم سینمایی کمدی درام آلمانی به نویسندگی و کارگردانی روبرت شونتکه محصول سال ۲۰۰۳ است. این فیلم به سرطان بیضه می‌پردازد، که کارگردان روبرت شونتکه از آن رنج می‌برد و در آخر از این بیماری جان سالم به در برد.